# Вудс Роџерс
Вудс Роџерс (Бристол, 1679 — Насау, Бахами, 15. јул 1732) је био британски гусар и касније први краљевски гувернер Бахама.

## Младост и одрастање
Роџерс је одрастао у граду Пул, на јужној обали Енглеске. Његов отац који је био трговац и бродовласник, преселио је породицу у луку Бристол, где се Вудс касније оженио кћерком морнаричког официра. У међувремену, Вудс је преузео очево место у пословима. Део породичних бродарских послова је било поседовање гусарских бродова који су пљачкали француске бродове у водама Енглеског канала и Кариба.

## Гусарски пут око света
Како је постајало све теже стећи плен, Роџерс је одлучио да га потражи негде другде. Привучен причама о буканириским активностима у Пацифику, крајем 17. века, предложио је пловидбу уз пацифичку обалу Јужне Америке. Породица се удружила са другим финансијерима да опреми два гусарска брода од 300 тона. Једним који је заповедао Роџерс, био је наоружан са 36 топова и другим који је заповедао Стивен Кортни. Бивши буканир и научник Нилиам Дампиер им је служио као кормилар због познавања обале. Роџерс је више сматран богаташем него поморским капетаном, али доказао се као изврстан заповедник и вешт поморац, па га је посада и због тога поштовала.
Бродови су 1708. испловили из Енглеске и до јануара 1709. опловили Рт Хорн. 2. фебруара исте године, усидрили су се у водама архипелага Хуан Фернандез где су спасили Елеџандера Селкирка који је остављен на острву четири године раније.
Држећи се даље од копна, гусарски су бродови запловили северно уз јужноамеричку обалу и заробили неколико шпанских бродова. У мају, Роџерс и његови људи су освојили град Гвајакил близу Екватора, а касније га напустили након што су добили велику откупнину. Гусари су запловили уз калифорнијску обалу настојећи ухватити у замку Манилске галеоне, који су пловили са Филипина у Мексико. У јануарз 1710. године напали су два галеона и заробили један али су били одбијени од другог, већег галеона.
Бродови су наставили да плове западно, препловили Пацифик и Индијски океан и вратили се у Бристол у октобру 1711. године, након опловљавања света. Роџерс је пловидбом стекао велик новац и издао књигу о својим путовањима али неправилно финансијско управљање код куће га је присилило да прогласи стечај. Од 1713. заповедао је робовласничким бродом који је пловио између Индонезије и Африке.

## Гувернер Роџерс
Притисак британске владе је 1717. године присилио земљопоседнике на Бахамским острвима да именују новог гувернера за којег је изабран Роџерс. Роџерс и британска влада су знали да су Бахами расадник безакоња и да би успостављање било какве власти било врло ризичан подухват. Роџерс је службено именован "Врховним заповедником и гувернером на Бахамским острвима" од Џорџа I, краља Велике Британије 6. фебруара 1718. године.
Роџерс и његови финансијски сарадници су сами платили пут до Бахама и нови гувернер је стигао на Бахаме у августу 1718. године у пратњи морнаричке фрегате и две шалупе. Најсуровији пирати предвођени Едвардом Тичом познатијим као Црнобради су већ напустили острво, једино је пират Чарлс Ване на фрегату упутио запаљени брод и отворио топовску паљбу на њу.
Већина преосталих пирата (процене се крећу од 600 до 2000 пирата) предвођених Хенријем Јенингсом и Бенџамином Хорниголдом су одлучили да прихвате "Краљевску милост" који им је Роџерс понудио.
Роџерс је знао да ће се већина оних који су прихватили милост за неколико месеци вратити старом послу. Након што су морнарички бродови отишли, многи, сада већ бивши пирати, су се одлучили "вратити на старо" али масовно вешање "превртљивих" бивших пирата је осигурало опстанак закона. Роџерс је такође овластио неке од бивших пирата да лове преостале пирате који нису прихватили "Краљевску милост". Захваљујући финансијској помоћи из Велике Британије, британска власт на Бахамима се учврстила. Под Роџерсовим заповедништвом одбијен је напад Шпанаца на Њу Провиденс 1720. године што је коначно ујединило колонију.
Без подршке из Британије, Роџерс и његова породица су се вратили у Лондон, где је Роџерс затворен због дуговања. Ослобођен је након дугачке молбе и плаћена му је накнада која му је омогућила други одлазак на Њу Провиденс. Његови покушаји да ојача пољопривредну производњу острва усепели. Умро је на острву 1732. године, а узрок смрти никада није утврђен.

## Оставштина
Без обзира на остала постигнућа, Вудс Роџерс је најбоље запамћен као ловац на пирате. Готово сам, очистио је Бахаме од пирата и тако доприњео крају Златног доба пиратства. Роџерсова узречица "Пиратство уништено, трговина обновљена" била је државни мото Бахама све до стецања независности 1973. године.